# 哈斯克爾縣 (堪薩斯州)
哈斯克爾縣（英語：Haskell County，簡稱HS）位美國堪薩斯州西南部的一個縣。面積1,496平方公里。根据美國2000年人口普查，共有人口4,171人。縣治薩布萊特（Sublette）。
成立於1887年3月5日，縣政府成立於1885年2月13日。縣名紀念聯邦眾議員達德利·C·哈斯克爾。